# Millie Aguilar
Millie Aguilar – wenezuelska zapaśniczka. Brązowa medalistka igrzysk Ameryki Płd. w 2010. Złoto mistrzostw panamerykańskich juniorów w 2005 i druga w 2004 roku. Trenerka zapasów.